# Чарлстон (Тенеси)
Чарлстон (енгл. Charleston) град је у америчкој савезној држави Тенеси.

## Демографија
По попису из 2010. године број становника је 651, што је 21 (3,3%) становника више него 2000. године.
| Група             | 2000.       | 2010.       |
| Белци             | 454 (72,1%) | 487 (74,8%) |
| Афроамериканци    | 148 (23,5%) | 129 (19,8%) |
| Азијати           | 3 (0,5%)    | 2 (0,3%)    |
| Хиспаноамериканци | 12 (1,9%)   | 27 (4,1%)   |
| Укупно            | 630         | 651         |